# Su Para e sa Mongia

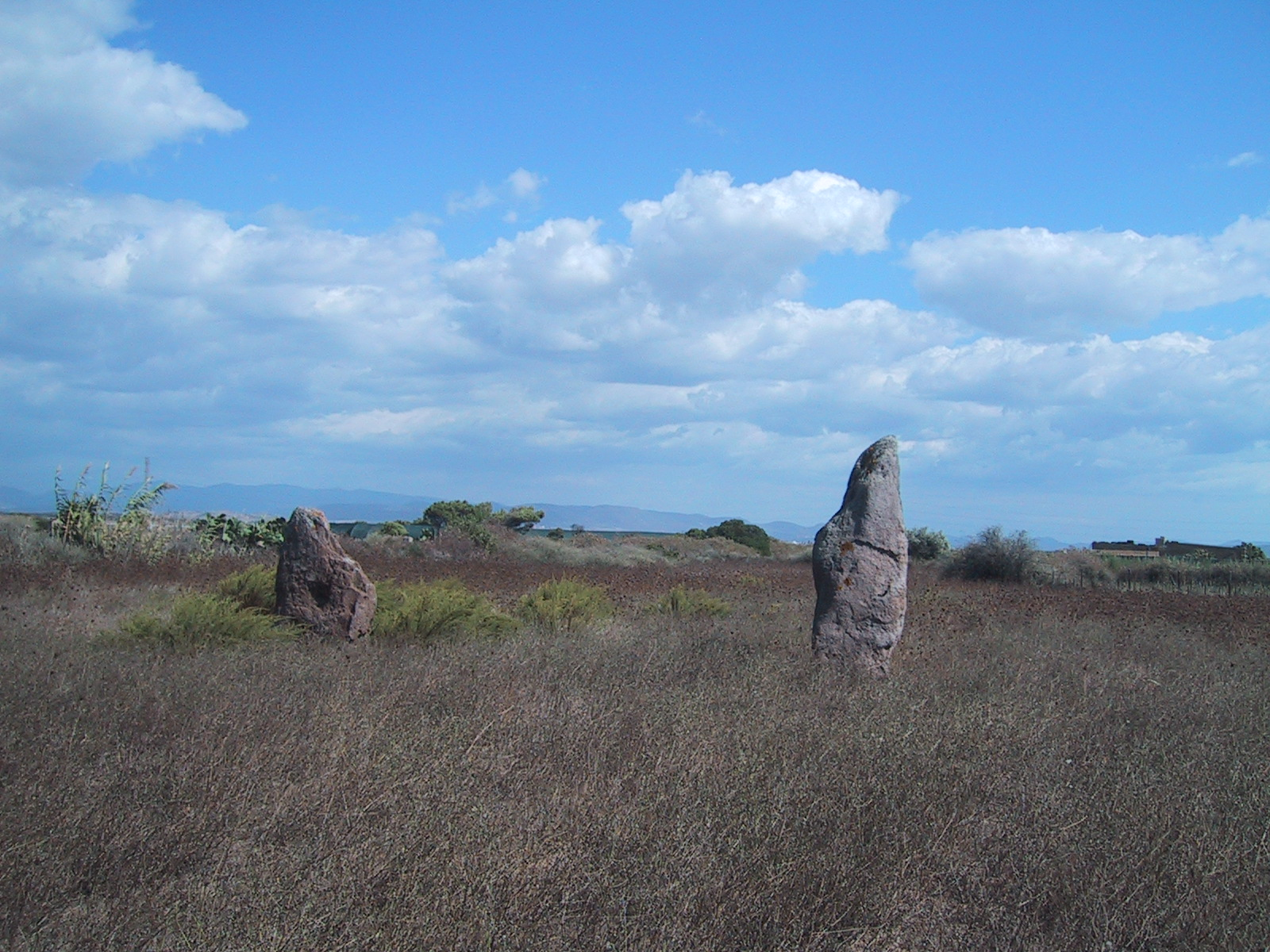
Die Menhire Su Para e sa Mongia

Su Para e sa Mongia (deutsch die Nonne und der Mönch) ist der Name eines Menhirpaares. Die Steine stehen sechs Meter voneinander getrennt, am Meer, bei Is Loddis, nahe Sant’Antioco außerhalb des Parco del Sulcis nahe der Straße SS126 in der Provinz Sulcis Iglesiente auf Sardinien.
Der größere der beiden, etwa zwei und drei Meter hohen Menhire aus Trachyt hat anthropomorphe Form, ist aber kein Statuenmenhir.

## Legende
Ähnlich dem korsischen Paar U Frate e a Suora (der Mönch und die Nonne) rankt sich eine Legende um die Liebe zwischen ihnen und die Bestrafung in Form der Versteinerung um die beiden.